# Bjerknes (cratera marciana)
Bjerknes é uma cratera marciana. Tem como característica 94 quilômetros de diâmetro. O seu nome é em homenagem a Vilhelm Bjerknes, um físico e meteorologista norueguês.